# 內烏肯盜龍屬
內烏肯盜龍屬是馳龍科恐龍的一屬，是在2005年發現於阿根廷巴塔哥尼亞，是少數生存於南半球的馳龍科恐龍。身長約2.5公尺，重約30公斤，生存於白堊紀晚期。

## 發現歷史
在1996年1月，阿根廷巴塔哥尼亞內烏肯省發現一些馳龍類的化石，發現的骨骸包括一隻腳及其他骨頭碎片。在1997年，這類恐龍被非正式命名為阿根廷阿勞干盜龍（"Araucanoraptor argentinus"）。在1999年，研究人員提出這些化石屬於傷齒龍科。
在2005年，阿根廷古生物學家費爾南多·諾瓦斯、美國古生物學家迪亞戈·玻爾（Diego Pol）所帶領的研究隊伍，將這些化石進行敘述、命名，模式種是阿根廷內烏肯盜龍（N. argentinus）。屬名、種名是以其發現地的阿根廷內烏肯省來命名。
正模標本（編號MCF-PVPH 77）包含：數節頸椎、肋骨、尾椎的人字骨、橈骨、以及左腳。化石發現於波特蘇埃洛組（Portezuelo Formation）地層，地質年代相當於康尼亞克階。

## 種系發生
內烏肯盜龍被命名時，被歸類於馳龍科。之後的親緣分支分類法分析，將牠們歸類於馳龍科的半鳥亞科。
內烏肯盜龍可能是半鳥的次客觀同物異名。這兩屬可能為同種動物，而半鳥的命名時間較早（1997年），因此具有命名上的優先權。
盤古大陸於侏羅紀早期開始分裂，約1億6000萬年前，分列出北面的勞亞大陸、及南面的岡瓦那大陸。岡瓦那大陸本身再分裂成西岡瓦那大陸（即現今的非洲與南美洲）、及東岡瓦那大陸（即現今的南極洲、大洋洲、印度及馬達加斯加）。西岡瓦那大陸於白堊紀時期開始分裂，於1億3200萬至9000萬年前形成非洲及南美洲。因加勒比海海床向東的移動，令北美洲及南美洲聯合起來，約於8000萬年至6000萬年前（上白堊紀及古新世之間）。
在未發現內烏肯盜龍前，所有馳龍科都是在北美洲、歐洲、中國北部或蒙古發現，因此當時科學家認為牠們只生活於勞亞大陸。內烏肯盜龍的存在，顯示很多物種都在盤古大陸分裂時存活下來，並在勞亞大陸及岡瓦那大陸發生不同的演化，或是馳龍科於上白堊紀時經過加勒比海遷徙至南美洲。

## 描述
根據估計，內烏肯盜龍只有約1.2公尺高，身長約1.8公尺，比北美洲的馳龍科（如猶他盜龍）更為小型。內烏肯盜龍有一些比近親的鷲龍更進化的特徵，使得很難去估計牠的外貌。為更多了解內烏肯盜龍，古生物學家現正尋找更為完整的頭顱骨。

## 外部連結
- Science Daily news article （页面存档备份，存于）
- See entry on Neuquenraptor at DinoData (registration required, free)（页面存档备份，存于）
- National Geographic web page （页面存档备份，存于）
- BBC news on Neuquenraptor
- Hecht, Jeff. "'Raptor' Dinosaurs Roamed Far and Wide." （页面存档备份，存于） New Scientist, February 23, 2005.
- Roach, John. "New Dinosaur Species Discovered in Argentina." （页面存档备份，存于） National Geographic News, February 23, 2005.